# Шабьян, Иван
Иван Шабьян (хорв. Ivan Šabjan; 21 ноября 1961) — югославский и хорватский гребец-каноист, выступал за сборные Югославии и Хорватии во второй половине 1980-х — середине 1990-х годов. Участник двух летних Олимпийских игр, чемпион мира, победитель многих регат республиканского и международного значения.

## Биография
Иван Шабьян родился 21 ноября 1961 года.
Первого серьёзного успеха на взрослом международном уровне добился в 1986 году, когда попал в основной состав югославской национальной сборной и побывал на чемпионате мира в канадском Монреале, откуда привёз награды бронзового и серебряного достоинства, выигранные в зачёте одноместных каноэ на дистанциях 1000 и 10000 метров соответственно. Год спустя выступил на мировом первенстве в немецком Дуйсбурге, где в одиночках на десяти километрах обогнал всех своих соперников и завоевал тем самым золотую медаль. За это выдающееся достижение был признан лучшим спортсменом 1987 года в Хорватии.
Благодаря череде удачных выступлений Шабьян удостоился права защищать честь страны на летних Олимпийских играх 1988 года в Сеуле — в одиночках на пятистах метрах дошёл только до стадии полуфиналов, тогда как на тысяче метрах сумел добраться до финала, но в решающем заезде финишировал лишь восьмым.
После распада Югославии Иван Шабьян стал выступать за национальную сборную Хорватии и продолжил принимать участие в крупнейших международных регатах. Так, будучи в числе лидеров хорватской гребной команды, он благополучно прошёл квалификацию на Олимпийские игры 1996 года в Атланте, где стартовал сразу в трёх дисциплинах: в одиночках на тысяче метрах занял восьмое место, в двойках вместе с напарником Драженом Фунтаком остановился на стадии полуфиналов на полукилометровой и километровой дистанциях. Вскоре по окончании этой Олимпиады принял решение завершить карьеру профессионального спортсмена, уступив место в сборной молодым хорватским гребцам.